# تغییر اقلیم در نیجریه

تصویر ماهواره‌ای از دریاچه چاد، که نشان می‌دهد بین سال‌های ۱۹۸۴ تا ۲۰۱۸ در حال کوچک شدن است.

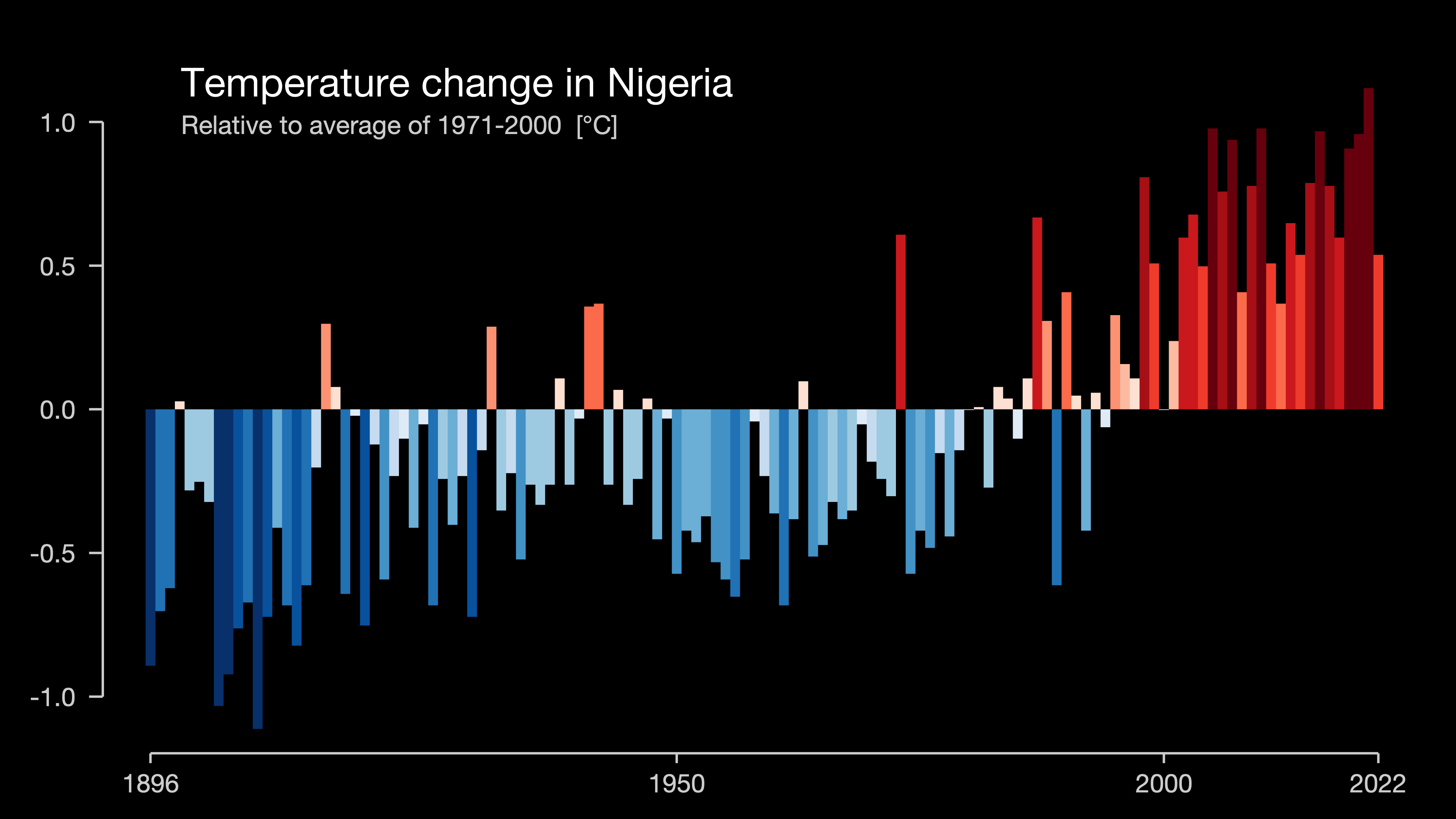
تغییر دما در نیجریه، هر نوار نشان دهنده میانگین دما در آن سال است.

تغییرات اقلیمی در نیجریه باعث افزایش دما و تغییرپذیری بارندگی (افزایش در مناطق ساحلی و کاهش در مناطق قاره‌ای) شده است که منجر به خشکسالی، بیابان‌زایی، بالا آمدن سطح دریا، فرسایش، سیل، رعد و برق، آتش‌سوزی بوته‌ها، رانش زمین، تخریب زمین و شرایط آب و هوایی شدید و مکرر شده است. تغییرات آب‌وهوایی منجر به از دست رفتن تنوع زیستی، کاهش امنیت غذایی و آب، افزایش فقر، درگیری، جابه‌جایی جمعیت، بی‌ثباتی اقتصادی و پیامدهای منفی بهداشتی در نیجریه می‌شود. نیجریه به‌شدت آسیب‌پذیر است و آمادگی کافی برای مقابله با اثرات تغییرات آب‌وهوایی را ندارد. بخش کشاورزی به‌ویژه آسیب‌پذیر است.

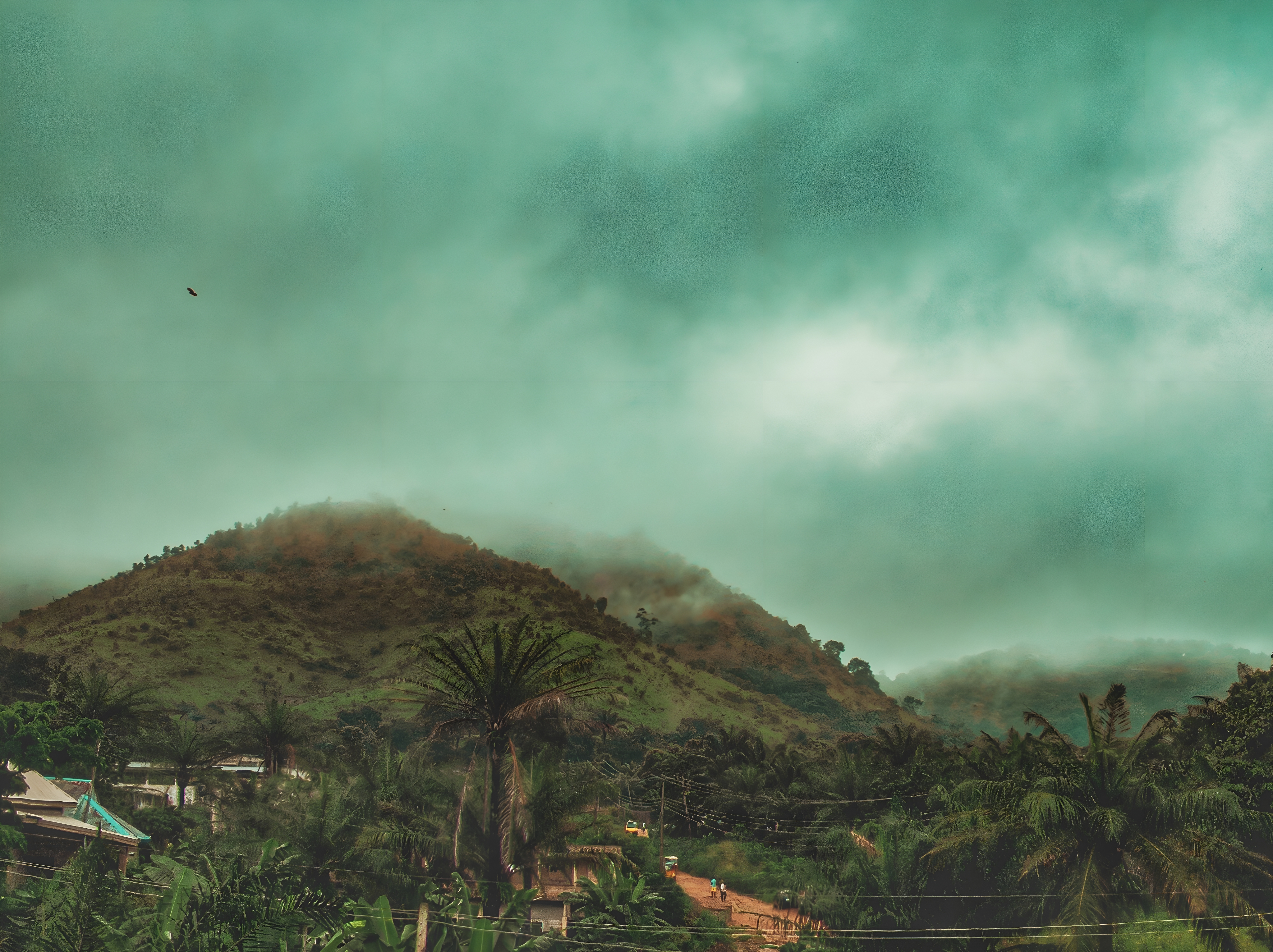
آب و هوا و اقلیم نیجریه

نیجریه در بین ۲۵ کشور برتر منتشرکننده گازهای گلخانه‌ای قرار دارد و ۰٫۸٪ از کل انتشار گازهای گلخانه‌ای جهان را به خود اختصاص می‌دهد.نیجریه متعهد شده است تا ۲۰٪ از انتشار گازهای گلخانه‌ای خود را به‌طور مستقل کاهش دهد و در صورت دریافت حمایت بین‌المللی، این کاهش را به ۴۷٪ تا سال ۲۰۳۰برساند. نیجریه همچنین متعهد شده است تا تا سال ۲۰۶۰ به انتشار خالص صفر برسد. برنامه‌های کاهش و سازگاری با تغییرات اقلیمی نیجریه بر کشاورزی و امنیت غذایی (از طریق مثال: کشاورزی هوشمند مبتنی بر اقلیم)، جنگل‌ها و تنوع زیستی، منابع آب، انرژی و زیرساخت‌ها (مثلاً: گذار به انرژی‌های تجدیدپذیر مانند انرژی خورشیدی)، بهداشت، سکونتگاه‌های انسانی، صنعت و تجارت، حمل و نقل و ارتباطات تمرکز دارد.در حالی که بحث‌هایی دربارهٔ ضرورت توانمندسازی در سطح فردی، گروهی و اجتماعی برای مشارکت در واکنش‌های مربوط به تغییرات آب‌وهوایی وجود دارد، توجه کمتری به توانمندسازی در سطوح بالاتر، مانند سطح ایالتی و ملی، معطوف شده است.
در سراسر مناطق جغرافیایی کشور، چالش‌های تغییرات آب‌وهوایی یکسان نیستند. هر منطقه با تهدیدهای خاصی روبه‌رو است که تحت تأثیر عوامل طبیعی، اقتصادی و اجتماعی قرار دارند. این به دلیل دو رژیم بارندگی است: بارندگی زیاد در بخش‌هایی از جنوب شرقی و جنوب غربی و بارندگی کم در منطقه شمالی. این رژیم‌ها می‌توانند منجر به خشکی، بیابان‌زایی و خشکسالی در شمال؛ فرسایش و سیل در جنوب و سایر مناطق شوند.

## انتشار گازهای گلخانه‌ای

انتشار تجمعی گازهای گلخانه‌ای بر اساس کشور و منطقه - نمودار میله‌ای

در سال ۲۰۲۳، کل انتشار گازهای گلخانه‌ای نیجریه ۶۰٫۷۳ میلیون تن معادل دی‌اکسید کربن (MtCO2e) بود که کمتر از ۰٫۸٪ از انتشار جهانی است. این بدان معناست که انتشار گازهای گلخانه‌ای به ازای هر فرد در سال کمتر از ۲ تن است، در حالی که میانگین جهانی بیش از ۶ تن می‌باشد. با این حال، نیجریه در بین ۲۵ کشور اول جهان از نظر انتشار گازهای گلخانه‌ای قرار دارد. این گازهای گلخانه‌ای، عمدتاً دی‌اکسید کربن و متان، عمدتاً از تولید نفت و گاز، تغییر کاربری زمین، جنگلداری، کشاورزی و انتشار گازهای گلخانه‌ای فراری تولید می‌شوند.قتصاد به‌شدت وابسته به تولید نفت است، بنابراین ممکن است دستیابی به هدف انتشار خالص صفر تا سال ۲۰۶۰ دشوار باشد
اقتصاددانان می‌گویند که یارانه‌های بنزین «ویرانگر» هستند. ثبت شده است که بخش حمل‌ونقل در سال ۲۰۲۱ مسئول ۲۸٪ از انتشار گازهای گلخانه‌ای بوده است. منبع اصلی این انتشار، سوختن سوخت‌های فسیلی مانند بنزین و دیزل در خودروها است.
تولید برق نیز که ۲۵٪ از انتشار گازهای گلخانه‌ای را تشکیل می‌دهد، به افزایش میزان این انتشار کمک می‌کند. بخش صنعت، که مسئول ۲۳٪ از انتشار گازهای گلخانه‌ای است، عمدتاً از سوخت‌های فسیلی برای انجام واکنش‌های شیمیایی و تولید انرژی استفاده می‌کند.۱۳ درصد از انتشار گازهای گلخانه‌ای، از جمله گرما و سرما در ساختمان‌ها، از بخش‌های تجاری و مسکونی ناشی می‌شود. دام‌ها و خاک‌های کشاورزی منابع اصلی کشاورزی هستند که ۱۰ درصد از انتشار گازهای گلخانه‌ای را تشکیل می‌دهند. ۱۲ درصد از انتشار گازهای گلخانه‌ای توسط کاربری زمین و جنگلداری جبران می‌شود، زیرا جنگل‌های مدیریت‌شده از سال ۱۹۹۰ تاکنون عامل اصلی انتشار گازهای گلخانه‌ای بوده‌اند
برای گرم کردن بیوسفر تا دمایی مناسب برای سکونت انسان، گازهای گلخانه‌ای (GHGs) بخش قابل‌توجهی از ۱۶۱ وات بر متر مربع را جذب و دوباره منتشر می‌کنند، که آن‌ها را برای زندگی روی زمین ضروری می‌سازد.
دمای سطح زمین اخیراً به دلیل گرم‌شدن بیوسفر که ناشی از افزایش غلظت گازهای گلخانه‌ای در جو است، افزایش یافته است.
از سال ۱۷۵۰، کشاورزی سالانه بین ۱۰ تا ۱۴ درصد از انتشار گازهای گلخانه‌ای ناشی از فعالیت‌های انسانی را در سراسر جهان تولید کرده و به‌طور مستقیم بر پنج منبع اصلی تابشی مؤثر بر تغییرات اقلیمی تأثیر گذاشته است.
کشاورزی بیشتر از هر عامل دیگری گازهای گلخانه‌ای را تحت تأثیر قرار داده است.

## تأثیرات بر محیط طبیعی

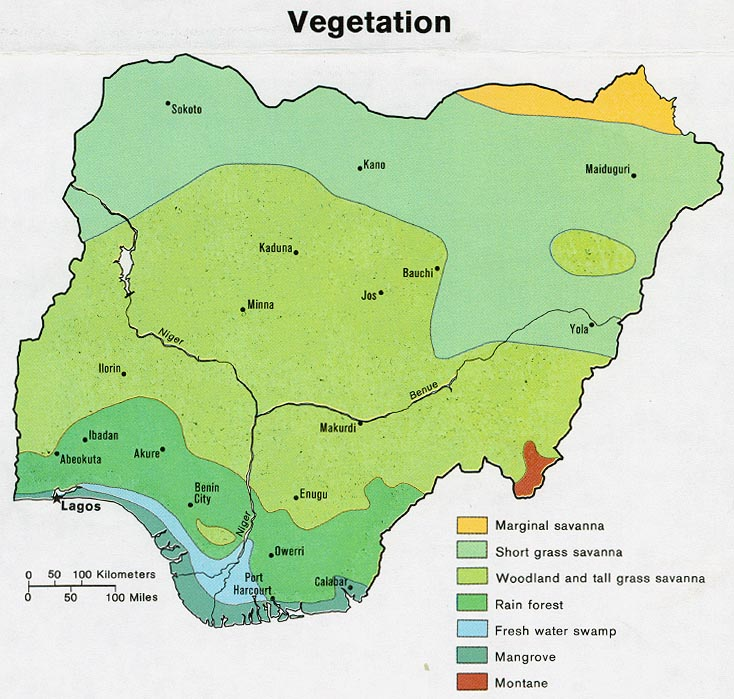
نقشه پوشش گیاهی نیجریه در سال ۱۹۷۹

### آب و هوای فعلی
نیجریه سه منطقهٔ اقلیمی متفاوت دارد: اقلیم گرم و نیمه‌خشک ساحلی در شمال، اقلیم موسمی گرمسیری در جنوب، و محیط ساوانای گرمسیری در مناطق مرکزی.
در حالی که مناطق مرکزی فقط یک فصل بارانی و یک فصل خشک دارند، بخش‌های جنوبی بین ماه‌های مارس تا اکتبر بارش‌های سنگین را تجربه می‌کنند.
در شمال کشور تغییرات سالانهٔ زیادی وجود دارد که باعث وقوع خشکسالی و سیلاب می‌شود.
میانگین دمای سالانهٔ کشور بین مناطق ساحلی و داخلی تفاوت زیادی دارد؛ دمای میانگین در فلات بین ۲۱ تا ۲۷ درجهٔ سانتی‌گراد است، در حالی که مناطق داخلی معمولاً دمایی بیش از ۲۷ درجه را تجربه می‌کنند.
بارش نیز از آوریل تا اکتبر تغییرات زیادی دارد و میانگین دمای سالانهٔ کشور ۲۶٫۹ درجهٔ سانتی‌گراد است.
نیجریه دارای آب‌وهوای گرمسیری با دو فصل (بارانی و خشک) است. مناطق داخلی، به‌ویژه در شمال‌شرقی، بیشترین نوسانات دمایی را تجربه می‌کنند؛ به‌طوری‌که پیش از آغاز بارندگی‌ها، دما گاهی تا ۴۴ درجه سانتی‌گراد افزایش می‌یابد و بین دسامبر تا فوریه به ۶ درجه سانتی‌گراد کاهش می‌یابد.
در مایدوگوری، دمای حداکثر ممکن است در ماه‌های آوریل و مه به ۳۸ درجه سانتی‌گراد برسد، در حالی که در همان فصل یخبندان‌های شبانه نیز رخ می‌دهند.
برای مثال، در لاگوس، میانگین دمای بیشینه در ژانویه ۳۱ درجه سانتی‌گراد و کمینه ۲۳ درجه سانتی‌گراد است، در حالی که در ژوئن میانگین بیشینه ۲۸ درجه سانتی‌گراد و کمینه ۲۳ درجه سانتی‌گراد می‌باشد.
مناطق جنوب شرقی، به‌ویژه بخش‌هایی که در نزدیکی ساحل قرار دارند، مانند جزیره بانی (جنوب پورت هارکورت) و شرق کالابار، بیشترین میزان بارندگی سالانه را با حدود ۴۰۰۰ میلی‌متر دریافت می‌کنند.

#### تغییرات آب و هوایی
تغییرات آب‌وهوایی در نیجریه باعث تغییر مناطق اقلیمی شده است. منطقهٔ بیابانی در شمال در حال عقب‌نشینی به سمت شمال است، منطقهٔ استپ در شمال در حال گسترش به سمت جنوب می‌باشد، اقلیم ساوانای گرمسیری در حال توسعه است، و مناطق موسمی گرمسیری در جنوب به سمت شمال حرکت می‌کنند و جایگزین جنگل‌های بارانی گرمسیری می‌شوند.

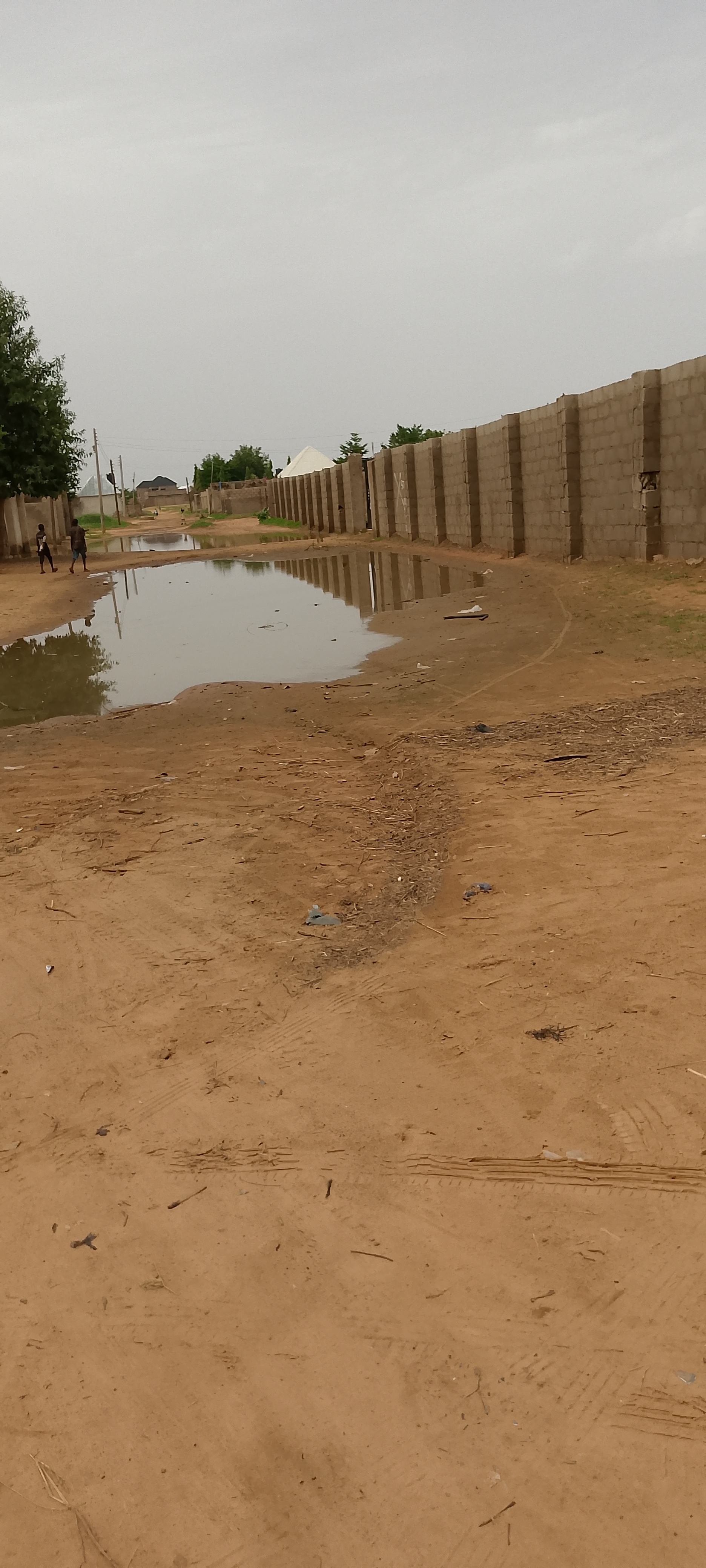
سیل نیجریه

خشکسالی در نیجریه

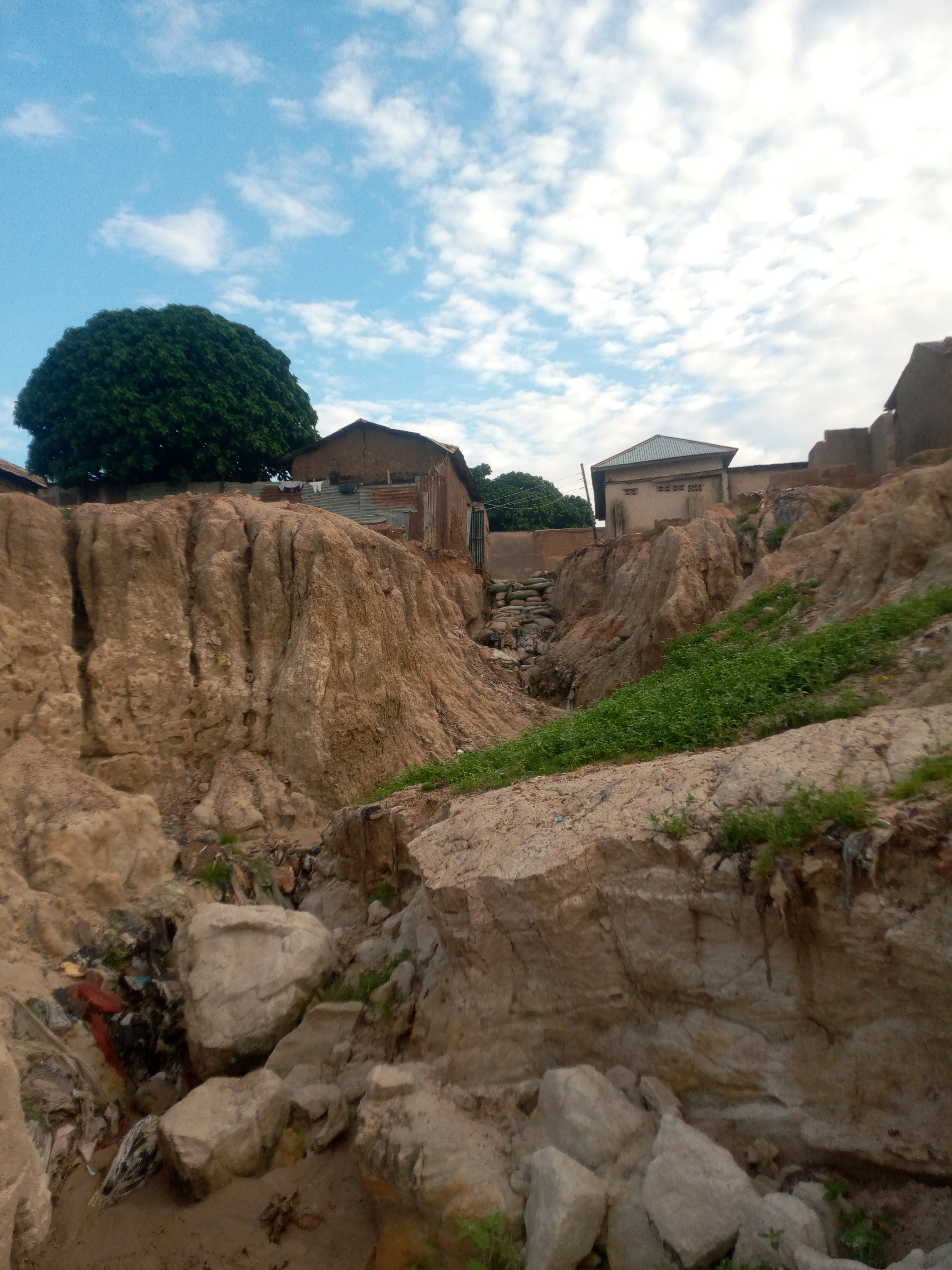
تخریب زمین (بحران فرسایش)

## تصور عمومی

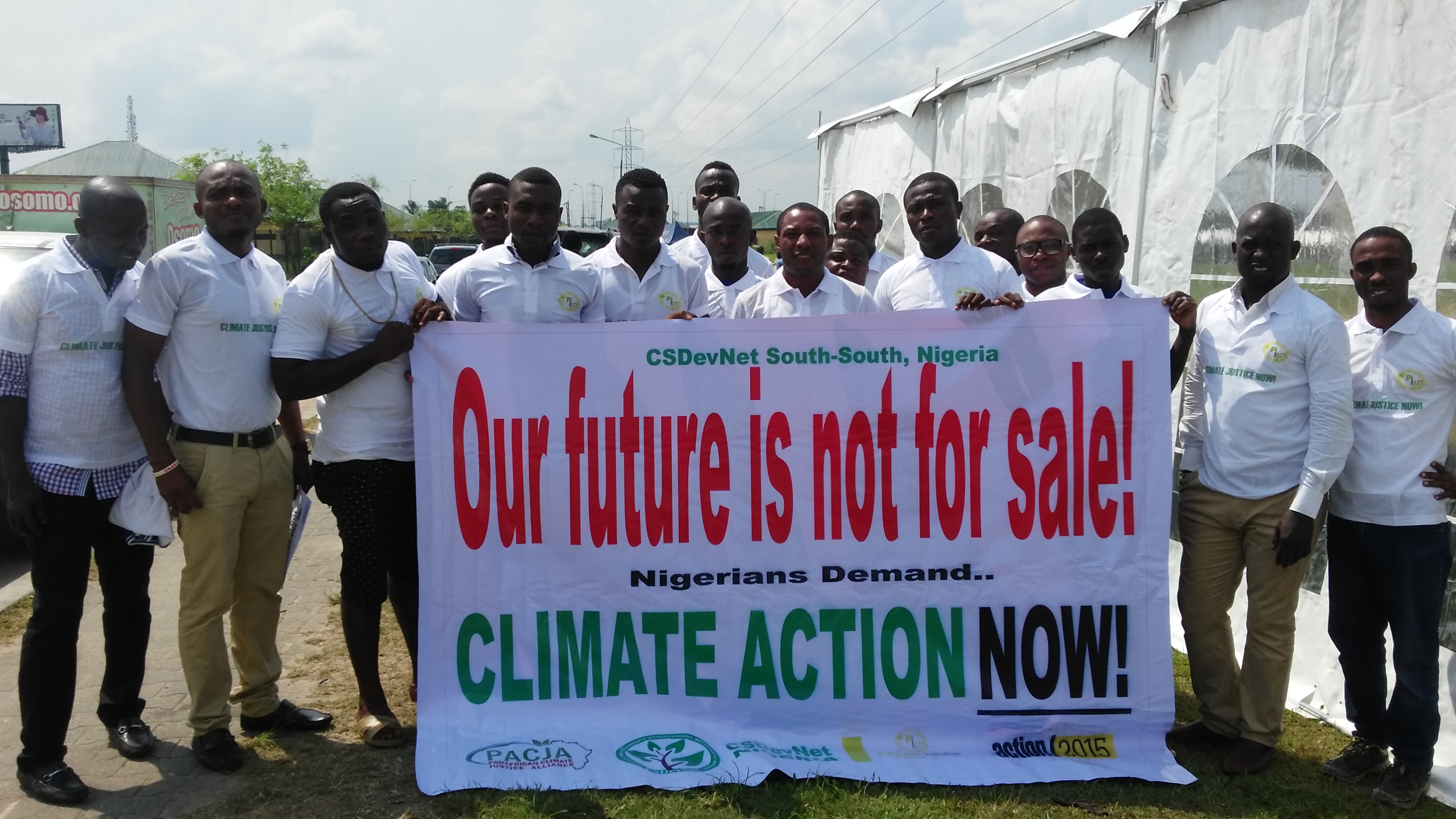
معترضان در پورت هارکورت در آستانه کنفرانس تغییرات اقلیمی سازمان ملل متحد در سال ۲۰۱۵ به راهپیمایی جهانی آب و هوا پیوستند.

یک مطالعه روی دانشجویان دانشگاه جُس نشان داد که ۵۹٫۷٪ از پاسخ‌دهندگان دارای دانش خوبی دربارهٔ تغییرات آب‌وهوایی بودند و ارتباط آن را با مسائلی مانند سوخت‌های فسیلی، آلودگی، جنگل‌زدایی و شهرنشینی درک می‌کردند.
یک نظرسنجی از ۱۰۱۹ نفر در جوامع روستایی جنوب غربی نیجریه نشان داد که پاسخ‌دهندگان دانش خوبی دربارهٔ اثرات تغییرات آب‌وهوایی داشتند اما آگاهی کمی از علل آن داشتند، و بسیاری از آن‌ها تغییرات آب‌وهوایی را به عوامل ماوراءالطبیعه نسبت می‌دادند.
برخی از چالش‌های موجود در جوامع غیرمتخصص شامل کمبود اطلاعات زمینه‌ای دربارهٔ تغییرات آب‌وهوایی و موانع زبانی در ارتباطات محلی هستند.